# Tännäskröket
Tännäskröket är ett skidområde i Funäsfjällen, Härjedalen. Skidbackarna ligger på bergen Hemkröket, Mellankröket och Östestkröket utanför Tännäs.

## Sägnen
Enligt en lokal sägen blev en jätte upprörd över byggnationen av en kyrka i Tännäs. Han beslutade sig då för att krossa den, och med fötterna i Dalarna slungade han hela fjäll mot den lilla byn. Dock missade han, kyrkan stod kvar, och i stället fick Tännäs bergen Hemkröket, Mellankröket och Östestkröket.

## Historia
På 1960-talet byggdes de fyra fjällbyarna Fjällsätern, Fjällkällan, Fjällvattnet och Fjällbyn. 1963 öppnades skidanläggningen på den norra sidan av Hemkröket. En tvåstolslift byggdes och kompletterades med en släplift för barn.
Under 1980-talet byggdes även den södra sidan av berget ut, och trots framgångar lades anläggningen efter flera ägarbyten ned 1992.
2002–2004 genomfördes studien "Företagsutveckling i Tännäs", vilket nystartade skidanläggningen och den utvecklades till en året runt-anläggning.